# Kanton Le Lorrain

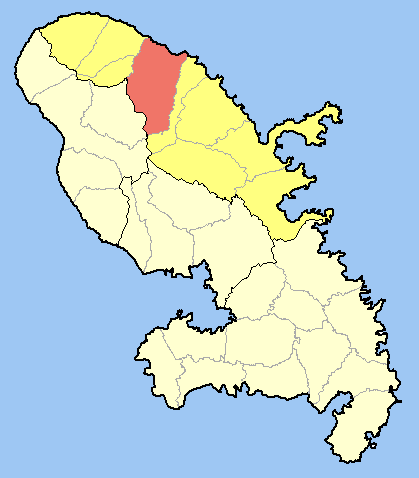
Lage des Kantons Le Lorrain im Arrondissement La Trinité und im Übersee-Département Martinique

Der Kanton Le Lorrain war ein Kanton im französischen Übersee-Département Martinique im Arrondissement La Trinité. Er umfasste die Gemeinde Le Lorrain.
Vertreter im Generalrat des Départements war seit 2010 Guy Annonay. 